# Eupithecia hydrargyrea
Eupithecia hydrargyrea là một loài bướm đêm trong họ Geometridae.